# Бакалович (герб)
Бакалович (пол. Bakałowicz) — польский шляхетский герб.
Герб внесён в Гербовник дворянских родов Царства Польского.

## Описание
В красном поле золотой полумесяц рогами вверх; над ним крестообразно, в правую сторону, стрела острием вниз, а в левую булат острием вверх. В навершии шлема вооруженная рука с саблею, вправо. 

## Используют
Бакаловичи. Происходят от Яна Бакаловича, инженера, которому Король Станислав Август, в изъявление особенного благоволения за труды его по составлению отчетливой карты Королевства Польского, пожаловал потомственное дворянство с вышеописанным гербом, грамотою во 2 день Сентября 1775 года.